# Horton River (vattendrag i Australien, New South Wales)
Horton River är ett vattendrag i Australien. Det ligger i delstaten New South Wales, i den sydöstra delen av landet, omkring 460 kilometer norr om delstatshuvudstaden Sydney.
I omgivningarna runt Horton River växer huvudsakligen savannskog. Trakten runt Horton River är nära nog obefolkad, med mindre än två invånare per kvadratkilometer. Genomsnittlig årsnederbörd är 748 millimeter. Den regnigaste månaden är januari, med i genomsnitt 131 mm nederbörd, och den torraste är oktober, med 20 mm nederbörd.